# Andrupene
Andrupene (także Ondrupine, pol. hist. Andrepno, ros. Андрепно lub Андрупене) – miejscowość we wschodniej Łotwie, w novadsie Krasław; centrum administracyjne pagasts Andrupene. Położona na północ od jeziora Biža (Birżańskiego), w pobliżu drogi P57, 15 km od centrum Dagda i 288 km od Rygi.
Miejscowość powstała na terytorium dawnego majątku Sołtanów i Szadurskich, później Benisławskich. Drewniany kościół ufundowali tu Sołtanowie. Przebudowany przez Ignacego Szadurskiego w 1849 r. już jako murowany, tutejszy kościół parafialny pod wezwaniem NMP Szkaplerznej obejmował zasięgiem parafię złożoną z 59 wsi (w dekanacie rzeżycko-raźnieńskim, dane z 1857 r.) zamieszkałych przez 2586 osób w 301 domach.
Sama wieś Andrupene w 1935 roku liczyła 164 mieszkańców. W roku 2009 liczba ludności wynosiła 385 osób, znajduje się tu ośrodek administracji lokalnej, szkoła podstawowa, przedszkole, dom ludowy, ośrodek położniczy, apteka, poczta, muzeum, kościół katolicki.

## Źródła
- Słownik geograficzny Królestwa Polskiego, t. I (1880 r.), str. 35